# Goryphus cheesmanae
Goryphus cheesmanae là một loài tò vò trong họ Ichneumonidae.